# Борушин (Великопольське воєводство)
Борушин (пол. Boruszyn) — село в Польщі, у гміні Полаєво Чарнковсько-Тшцянецького повіту Великопольського воєводства.
Населення — 676 осіб (2011).
У 1975-1998 роках село належало до Пільського воєводства.

## Демографія
Демографічна структура станом на 31 березня 2011 року:
|          | Загалом | Допрацездатний вік | Працездатний вік | Постпрацездатний вік |
| -------- | ------- | ------------------ | ---------------- | -------------------- |
| Чоловіки | 362     | 80                 | 239              | 43                   |
| Жінки    | 314     | 57                 | 182              | 75                   |
| Разом    | 676     | 137                | 421              | 118                  |